# Качим высочайший
Качи́м высочайший, или гипсофи́ла высочайшая (лат. Gypsophila altissima), — вид травянистых растений рода Качим (Gypsophila) семейства Гвоздичные (Caryophyllaceae).

## Распространение и экология
Европейско-сибирский вид. В России: центральные, восточные и южные районы европейской части, Северный Кавказ (Дагестан и Предкавказье) и юг Западной и Восточной Сибири. 
Ареал также охватывает примыкающие к России страны — Украину, Киргизию, Синьцзян-Уйгурский автономный район Китая, Казахстан и Монголию.
Произрастает на крутых степных и каменистых склонах южной экспозиции по берегам рек и в сосновых сухих разреженных борах. Развивается в составе луговых степей на чернозёмных почвах с близким залеганием карбонатных пород, реже на солонцах. Гелиофит, ксерофит, кальцефит, иногда — галофит, хороший закрепитель меловых и мергелистых склонов.

## Ботаническое описание
Многолетнее травянистое стержнекорневое растение высотой 30–80 (до 100) см. Растение сизоватое от воскового налёта. Стебли одиночные или малочисленные прямостоячие, ветвящиеся в области соцветия, где обычно опушены железистыми волосками. Листья обратноланцетные, наверху туповатые или заостренные, к основанию суженные, с тремя неясными жилками, прикорневые почти черешковые, 3–9 см длиной, 3–12 (до 15) мм шириной.
Многочисленные цветки на цветоножках 2–5 мм длиной, в густых полузонтиках, собранных в щитковидно-метельчатое соцветие, прицветники плёнчатые. Чашечка колокольчатая, голая, 2–2,5 мм длиной, до половины рассечённая на зубцы с плёнчатой каймой. Лепестки белые, в два раза длиннее чашечки. Плоды — шаровидные коробочки 2–2,5 мм длиной.
Размножается семенами. Цветёт в июне–июле, плодоносит в июле–августе.

## Химический состав
Растение собранное в фазе бутонизации содержало от абсолютно сухого вещества в процентах: золы 9,0, протеина 11,5, жира 2,3, клетчатки 15,7, БЭВ 53,5.

## Значение и применение
По одному источнику до начала цветения отлично и хорошо поедался крупно рогатым скотом, в фазе полного цветения охотно поедались верхушки стеблей. Относится к наиболее охотно поедаемым растениям. По наблюдениям в Актюбинской области всеми видами скота поедался плохо.